# Trận Him Lam
Trận Him Lam là trận đánh mở màn trong chiến dịch Điện Biên Phủ vào ngày 13 tháng 3 năm 1954 - cuộc đối đầu quyết định giữa Quân đội Nhân dân Việt Nam và Quân đội viễn chinh Pháp trong chiến tranh Đông Dương. Mục tiêu của Quân đội Nhân dân Việt Nam trong trận này là xóa sổ trung tâm đề kháng Béatrice trong Phân khu Bắc của cứ điểm Điện Biên Phủ, mà phía Việt Nam gọi là đồi Him Lam.

## Lực lượng

### Pháp
Béatrice (Him Lam) cách Phân khu Trung tâm 2 km, án ngữ đường 41 từ Tuần Giáo vào Điện Biên, ngăn chặn hướng tiến công chính của quân chủ lực Việt Nam vào vòng ngoài Điện Biên Phủ, đồng thời còn là đài quan sát cho pháo binh và máy bay Pháp ở Mường Thanh tấn công từ xa. Do đó tuy nằm ở phía đông bắc cùng với Gabrielle (Độc Lập) và Marie (Bản Kéo) nhưng do có vai trò quan trọng bảo vệ tập đoàn cứ điểm từ xa nên Béatrice thuộc Phân khu Trung tâm theo cách chia của Pháp.
Địa hình Him Lam gồm ba trái đồi, trên đó có 3 cứ điểm: 1, 2 và 3. Ba cứ điểm có thể dễ dàng hỗ trợ cho nhau, cộng thêm sự yểm hộ từ pháo Mường Thanh. Him Lam được phòng ngự phức tạp và chắc chắn với hệ thống chiến hào ngang dọc nối liền các cơ quan, hầm ngầm và các hỏa điểm. Lưới lửa gồm các loại súng từ trung liên, trọng liên đến bazoka, súng không giật, phóng lựu, cối; hiện đại nhất là súng phun lửa và súng có kính ngắm ban đêm, lại được bố trí thành nhiều tầng. Trong ngoài cứ điểm có những hệ thống mìn, dây thép gai. Hàng thép gai có nơi rộng từ 100m đến 200m. Đây là pháo đài do chính tay một cố vấn Mỹ ở chiến trường Triều Tiên về vẽ kiểu và trực tiếp đôn đốc xây dựng tổ chức phòng ngự. Đây được coi là một công trình phòng ngự mẫu mực và không vị khách nào tới kiểm tra mà không khen ngợi công trình phòng ngự được bố trí hoàn hảo.
Bảo vệ Béatrice là Tiểu đoàn Lê dương 3 thuộc Bán Lữ đoàn Lê dương số 13 (3/13è D.B.L.E), được tăng cường một số lính Việt do Thiếu tá Tiểu đoàn trưởng Paul Pégot chỉ huy. Bán Lữ đoàn Lê dương số 13 là đơn vị nổi tiếng trong lực lượng Pháp tự do hồi Chiến tranh thế giới thứ hai, vì đã chiến đấu mãnh liệt giữa vòng vây của liên quân phát xít Ý - Đức trong trận Bir Hakeim, bảo vệ cho Tập đoàn quân 8 của Anh triệt binh tại Libya, trước cuộc truy đuổi của quân Đức và quân Ý do Thống chế Đức Quốc xã Erwin Rommel chỉ huy. Quân Ý và quân Đức nhiều lần kêu gọi đơn vị này đầu hàng. Sau khi Tập đoàn quân 8 đi thoát, đơn vị này thoái binh, Bir Hakeim rơi vào tay liên quân Ý - Đức.
Tiểu đoàn 3/13è D.B.L.E gồm bốn đại đội. Sở Chỉ huy Tiểu đoàn đóng ở cứ điểm tây-bắc (cứ điểm Béatrice 1). Cứ điểm 1 là điểm tựa chủ yếu cho Tiểu đoàn, đóng ở đây gồm Sở Chỉ huy và hai đại đội 10, 12. Cứ điểm phía bắc (cứ điểm Béatrice 2) do Đại đội 9 đóng giữ. Cứ điểm phía đông-bắc (cứ điểm Béatrice 3) do Đại đội 11 đóng giữ, chỉ huy bởi Trung úy Bedeaux và sau thay thế bởi Trung úy Turpin.
Nếu Béatrice bị tiến công thì tất cả hỏa lực của tập đoàn cứ điểm, bao gồm toàn bộ máy bay, 50 khẩu pháo, cối ở Mường Thanh, Hồng Cúm cùng các cứ điểm kế cận đều tập trung chi viện. Lực lượng phản kích của De Castries ở cách đó 2,5 km sẵn sàng ứng cứu. Đường từ Mường Thanh ra được Pháp mở rộng cho xe cơ giới có thể cơ động khi bị tấn công. Khi cần có thể huy động cả máy bay từ Hà Nội lên ứng cứu. Tất cả những hướng có thể bị uy hiếp hoặc quân đội Việt Nam có thể bố trí quân số đều nằm trong tọa độ lửa. Kế hoạch bảo vệ Béatrice được diễn tập nhiều lần.
Nhược điểm lớn nhất của Him Lam là một vị trí đột xuất, nằm cách phân khu trung tâm 2,5 km. Khoảng cách này cho phép phía Việt Nam tập trung sức mạnh cần thiết, cô lập cứ điểm trong một thời gian nhất định để tiêu diệt. Nếu trận đánh kết thúc trong đêm, khả năng tăng viện của quân Pháp có thể loại trừ.

### Việt Nam
Phía Quân đội Nhân dân Việt Nam ban đầu chủ trương triệt hạ cả Gabrielle và Béatrice trong một đêm để phân tán sự đối phó của quân Pháp. Nhưng sau khi bố trí lực lượng thì thấy không đủ sơn pháo 75 ly phối thuộc, vì vậy nên Him Lam được chọn làm nơi mở màn.
Lực lượng trực tiếp tiến công Him Lam là ba tiểu đoàn: 
- Trung đoàn 141 sử dụng một tiểu đoàn đánh cứ điểm số 1, một tiểu đoàn đánh cứ điểm số 2, một tiểu đoàn làm dự bị.
- Trung đoàn 209 sử dụng một tiểu đoàn tiêu diệt cứ điểm số 3, một tiểu đoàn làm nhiệm vụ dự bị, một tiểu đoàn chặn quân địch phản kích trên đường 41.

Thông thường, lực lượng công kiên mở màn thường do Đại đoàn 308 hay 316 làm chủ công. Nhưng do cả hai đơn vị trên đều vừa tham gia các chiến dịch truy kích quân Pháp ở Lào nên nhiệm vụ được chuyển cho Đại đoàn 312 của Đại đoàn trưởng Lê Trọng Tấn. Tuy nhiên, ngay đơn vị này cũng mới vừa trải qua nhiều nhiệm vụ nặng nhọc như kéo pháo, làm đường, xây dựng trận địa, đánh quân Pháp xông ra tiến công. Nhưng đây vẫn là đơn vị còn sung sức nhất. Trung đoàn 141 của Trung đoàn trưởng Quang Tuyến và Chính ủy Mạc Ninh chỉ huy mũi đột kích. Trung đoàn 209 của Trung đoàn trưởng Hoàng Cầm có nhiệm vụ tiến công cứ điểm 3. Trung đoàn 165 của Trung đoàn trưởng Lê Thùy có nhiệm vụ hỗ trợ hai đơn vị trên, đặc biệt là giao thông hào.
Để bảo đảm nguyên tắc "trận đầu phải thắng", Ban Tham mưu Quân đội Nhân dân Việt Nam đã bố trí một lực lượng mạnh hơn gấp 3 lần, nếu kể cả lực lượng dự phòng là gấp 5 lần; có kế hoạch phòng pháo, phòng không, phòng phản kích, dự kiến các tình huống cơ bản và cách xử lý trong quá trình diễn biến chiến đấu. Công tác kiểm tra được thực hiện tỉ mỉ.
Hỏa lực pháo của Việt Nam không mạnh hơn Pháp, nhưng nếu tập trung vào một số mục tiêu nhất định, có thể mang lại sự bất ngờ. Trừ pháo cao xạ, tất cả pháo nặng đều được bố trí phân tán trong những căn hầm kiên cố, trên thế cao. Pháo Quân đội Nhân dân Việt Nam nằm trên sườn núi đối diện với Mường Thanh, được ngụy trang kín đáo, lại có những trận địa giả đánh lạc hướng, nên pháo binh Pháp rất khó phản pháo hoặc dùng máy bay oanh tạc hiệu quả. Các khẩu pháo tuy bố trí phân tán, nhưng khi tác chiến vẫn bắn tập trung được vào những mục tiêu chỉ định.
Với cách đánh đã lựa chọn, Quân đội Nhân dân Việt Nam có thể tập trung sức mạnh vào những vị trí quyết định trong những thời điểm quyết định, cũng là điều Đờ Cát không thể làm được ngay từ khi còn toàn bộ binh lực trong tay. Những đường chiến hào sẽ giúp cho bộ đội tiếp cận đồn Pháp, bớt bị tiêu hao khi không còn giữ được thế bất ngờ. Nhưng riêng ở Him Lam, Việt Nam không thể đẩy đường hào vào giáp tất cả các cứ điểm vì hướng chủ yếu bị dòng sông Nậm Rốm nằm cắt ngang.
Hai ngày trước khi diễn ra trận đánh, Sơn Hà, trưởng ban quân báo của Đại đoàn 312 tổ chức một trận đột kích vào trung đội Pháp cảnh giới ở Him Lam, bắt về một viên trung úy người Đức bị thương nặng. Sau khi được ta tận tình cứu chữa, viên trung úy đã cho ta biết về hệ thống hỏa lực ở Him Lam, đặc biệt là cứ điểm 1, nơi Đại đội 9 của anh ta đóng quân. Viên trung úy khuyên: "Không nên đánh vào Béatrice, vì đây là trung tâm đề kháng mạnh nhất của tập đoàn cứ điểm".

## Diễn biến

### Ngày chuẩn bị trận đánh
Từ ngày 6 đến ngày 10 tháng 3 năm 1954, các đơn vị của Tiểu đoàn 428 (Trung đoàn 141) đã đào xong chiến hào, trận địa hỏa lực, sở chỉ huy tiểu đoàn và tuyến xuất phát xung phong.
Sáng 11-3, biết Việt Minh sẽ đánh vào Him Lam, Pháp điều bộ binh, xe tăng, xe ủi đất hòng san lấp chiến hào. 2 đơn vị nhỏ của Tiểu đoàn 428 và Tiểu đoàn 11 (Trung đoàn 141) dựa vào công sự được chuẩn bị vững chắc với quyết tâm "một tấc không đi, một li không rời" đã đánh trả quyết liệt.
Tối 11-3, Trung đội 3 của Đại đội 670 do Đại đội phó Dần trực tiếp chỉ huy được giao nhiệm vụ phòng ngự giữ đồi hỏa lực. Lúc đó Đinh Thế Phẩm đang là Tiểu đội trưởng súng máy của trung đội, được trang bị 3 khẩu trung liên với 12 chiến sĩ.
Tối 12-3, bộ đội ăn cơm ngay trên trận địa, xuống sông Nậm Rốm tắm gội rồi khẩn trương kiểm tra sửa chữa lại công sự. Đêm 12, Đại đoàn 312 tiếp tục đào trận địa xuất phát xung phong.
Sáng 13 tháng 3 năm 1954, Đại tướng Võ Nguyên Giáp đến cơ quan tác chiến sớm hơn thường lệ. Tướng Hoàng Văn Thái cho biết tình hình Pháp trong ngày 12 chưa có gì thay đổi, và đêm qua Đại đoàn 312 đã lợi dụng sương mù đào lại trận địa xuất phát xung phong. Mọi công việc chuẩn bị cho trận đánh chiều 13 đã hoàn tất.
8 giờ sáng, 2 máy bay Đakôta vừa hạ cánh xuống sân bay bị trúng ngay đạn sơn pháo của Việt Nam, bốc cháy. 10 giờ 30, súng cối 120 ly bắt đầu bắn thử. Một chiếc Dakôta thứ ba nằm trên sân bay bị gãy đôi.
Ngay sau đó, bộ binh và 2 xe tăng từ Mường Thanh tiến ra, đánh vào trận địa xuất phát xung phong của Việt Nam. Trung đội 3 đánh lui nhiều đợt xung phong, giành giật với Pháp từng ụ súng, từng mét chiến hào. Đến 12 giờ trưa quân Pháp mới chiếm được một góc trận địa. Đại đội phó Dần bị thương nặng. Trung đội trưởng Lục Văn Kiên ra lệnh đưa 2 khẩu trung liên vòng sang trái trận địa, lợi dụng các hố bom, hố đạn đại bác, các gốc cây to đánh vào sườn để cầm chân quân Pháp.
Tư lệnh pháo binh và Tư lệnh 312 đề nghị Bộ Chỉ huy Mặt trận cho một bộ phận lựu pháo 105 bắn chặn quân Pháp, bảo vệ đường hào xuất phát xung phong. Đại tướng Võ Nguyên Giáp ra lệnh kết hợp với hiệu chỉnh pháo 105, bắn 20 phát vào Him Lam. Đại đoàn 351 báo cáo: trừ 2 phát đầu không trúng mục tiêu, 18 phát sau đều rơi vào Him Lam, phá vỡ nhiều công sự, khói pháo đang trùm lên đồn. Thấy bị nã pháo, quân Pháp từ Mường Thanh nhanh chóng rút lui.
Sau 2 ngày đêm từ ngày 12-3 đến 14 giờ 30 phút ngày 13-3-1954, Trung đội 3 Đại đội 670, được sự chi viện hỏa lực của Tiểu đoàn 428 đã bảo vệ thành công trận địa xuất phát xung phong và trận địa hỏa lực. Đại đội 670 sau đó được bổ sung vũ khí, củng cố lại đội hình, tiếp tục chiến đấu tiêu diệt cụm cứ điểm Him Lam, mở màn cho chiến dịch Điện Biên Phủ.

### Tấn công Him Lam
- 15 giờ, các đơn vị của Đại đoàn 312 bắt đầu tiến ra trận địa xuất phát xung phong.

Mũi tiến quân của Trung đoàn 209 ở hướng phụ, do Trung đoàn trưởng Hoàng Cầm và Chính ủy Trần Quân Lập chỉ huy, có đường hào ngụy trang kín đáo không gặp trở ngại. 16 giờ 30, Tiểu đoàn 130 đã áp sát cứ điểm số 3.
Ở hướng chủ yếu, hai tiểu đoàn 428 và 11 của Trung đoàn 141, do Trung đoàn trưởng Quang Tuyến và Chính ủy Mạc Ninh chỉ huy, phải vượt qua sông Nậm Rốm và đoạn đường trống trải từ bờ sông đến đồn Pháp bị pháo bắn chặn, một số chiến sĩ thương vong. Đại đội trợ chiến của Tiểu đoàn 428 bị pháo trùm lên đội hình. Đại đội trưởng, Đại đội phó đều hy sinh, một khẩu ĐKZ bị hỏng. Thế nhưng, toàn đại đội vẫn kiên quyết tiến vào chiếm lĩnh trận địa. Tiểu đoàn 428 có mặt tại vị trí xuất phát xung phong cứ điểm số 2 đúng thời gian.
- 17 giờ 05 phút: Đại tướng Võ Nguyên Giáp hạ lệnh trận mở màn chiến dịch lịch sử bắt đầu. Toàn bộ lực lượng pháo binh của Việt Nam, 40 khẩu pháo cỡ từ 75 mm đến cối 120 mm, đồng loạt nhả đạn.

Hạ sĩ Kubiak sống sót trong trận thua ở Him Lam đã kể lại về trận pháo hỏa mở màn chiều ngày 13 tháng 3 năm 1954 như sau: "Vào lúc đó, dập một cái, ngày tận thế đã đến... Béatrice bay đi, tan thành bụi. Quanh tôi đất đá tung lên, những người lính Lê dương gục xuống, bị thương và chết nằm la liệt. Tất cả đều kinh ngạc và tự hỏi không biết Việt Minh lấy ở đâu ra nhiều pháo đến thế, có thể bắn mạnh đến thế. Đạn đại bác trút xuống không ngừng như một trận mưa đá bất thần buổi chiều thu. Lô cốt, đường hào nối tiếp nhau bị đè bẹp, chôn vùi người và vũ khí".
Thiếu tá, Bác sĩ Grô-vanh, nguyên Giám đốc Bệnh viện Phẫu thuật dã chiến tại Điện Biên Phủ, cho biết: "Pháo Việt Minh bắn cấp tập với nhịp độ có thể so sánh với liên quân Mỹ, Anh bắn phá tuyến phòng thủ của phát xít Đức trong cuộc đổ bộ lên bờ biển Normandie của Pháp năm 1944". Ê-ru-an Béc-gô, nguyên Đại đội trưởng Đại đội Súng cối nặng tại Điện Biên Phủ nói: "Đây là một trận pháo bắn chuẩn bị rất dày đặc, rất khiếp sợ. Từ nhiều tuần, các đài quan sát của Việt Minh đã nghiên cứu kỹ các mục tiêu nhắm bắn và cũng đã bắn thử để chỉnh lưới lửa nên lúc này bắn rất trúng. Chỉ trong chốc lát, toàn bộ các vị trí của Pháp ở Điện Biên Phủ như tan hoang dưới đạn pháo, không một vật gì, không một người nào được loại trừ. Pháo Việt Minh nhắm trước hết vào các hầm pháo của Pháp ở Phân khu Trung tâm, Sở Chỉ huy Trung tâm, hầm chỉ huy các cụm cứ điểm rất dễ lộ mục tiêu vì trên nóc hầm có cắm nhiều giàn ăng-ten. Sân bay cùng với bãi đỗ của các máy bay khu trục Bearcat cũng bị bắn phá. Trong các hầm hố che phủ bởi một lớp đất mỏng, lính bộ binh co rúm người vì hãi hùng khiếp sợ".
Đại đội Súng cối nặng của Béc-gô bị tan nát ngay trong loạt pháo đầu tiên. Một hạ sĩ và sáu pháo thủ lê dương là những người đầu tiên chết trận. Nhiều binh sĩ tiếp theo lần lượt theo nhau bỏ mạng. Một quả đạn pháo xuyên qua nóc hầm chứa đạn rồi mới nổ làm cho 5.000 quả đạn cối chất trong hầm nổ tung, gây nên một làn sóng làm chấn động như động đất. Chỉ vài giây sau, một nửa quân số đơn vị đã bị loại khỏi vòng chiến cùng với ba khẩu cối 120mm và toàn bộ hầm đạn súng cối.
Một viên đạn pháo rơi trúng sở chỉ huy Him Lam tiêu diệt viên Tiểu đoàn trưởng Pégot cùng với ba sĩ quan khác và cả chiếc điện đài. Him Lam mất liên lạc với Mường Thanh ngay từ giờ đầu trận đánh.
Không riêng trung tâm đề kháng Him Lam, cả khu trung tâm cũng rung lên dưới đợt pháo kích. Bảy chiếc máy bay chiến đấu nằm trên sân bay Mường Thanh thấy tình hình nguy hiểm vội vàng nổ máy định cất cánh. Một chiếc vừa rời mặt đất thì một luồng lửa cao xạ phía đầu đường băng phụt lên. Sáu chiếc khác không dám cất cánh tiếp, lần lượt trúng đạn đại bác. Một kho xăng bốc cháy. Các trận địa pháo ở Mường Thanh tê liệt. 12 khẩu trọng pháo và súng cối bị đánh hỏng. Đường dây điện thoại từ khu trung tâm tới các cứ điểm đều bị cắt đứt. Nhiều hầm, hào, công sự sụp đổ.
- 17 giờ 30, Lănggơle, chỉ huy các đơn vị phản kích, đang ngồi với tám người khác trong hầm thì một viên đại bác xuyên qua nóc. Căn hầm đổ rụi. Tất cả không hiểu vì sao thoát chết. Giữa lúc đó, lại nghe tiếng đạn rít. Quả pháo thứ hai vẫn theo đường cũ đi sạt qua vai Trung úy Roy chui vào lòng đất nhưng không nổ. Tất cả đều hú vía.

17 giờ 50 phút: Một quả đạn pháo xuyên qua nóc hầm Sở Chỉ huy Trung tâm. Trung tá Gaucher là phó của Đờ Cát bị chết cùng với một trung úy. Đờ Cát gọi cho Lănggơle: "Trung tá Gaucher vừa chết trong hầm cùng với cả bộ tham mưu, trừ Vadot. Cậu thay thế ngay, làm Chỉ huy phó Phân khu Trung tâm. Va đô [Vadot] sẽ thông báo tình hình. Bàn giao lực lượng phản kích cho Séguin Pazzis."
Nếu sự bất ngờ chung của tập đoàn cứ điểm là mật độ dày chưa từng có trong chiến tranh Đông Dương của đạn đại bác, rơi rất trúng mục tiêu, thì bất ngờ lớn nhất đối với Piroth, phó Chỉ huy Tập đoàn cứ điểm, Chỉ huy Pháo binh, lại là ở chỗ không phát hiện được bất cứ vị trí nào của những khẩu pháo đang nhả đạn.
- 18 giờ 15 phút: Bộ đội Việt Minh bắt đầu xung phong tiến đánh cụm cứ điểm trên đồi Him Lam.

Trong khi pháo bắn cấp tập, ở cứ điểm số 3, các chiến sĩ sơn pháo đi cùng bộ binh đặt pháo ngay trước cứ điểm, bắn trực tiếp vào các lô cốt, ụ súng đã được đánh số, cùng với đơn vị trợ chiến chi viện cho bộ binh xông lên đặt những ống thuốc nổ mở cửa đột phá. Chỉ sau 40 phút, trung đội bộc phá đã dọn sạch một con đường xuyên qua trên 100 mét rào dây kẽm gai và bãi mìn. Chiến sĩ thi đua Trần Can cầm lá cờ Quyết chiến Quyết thắng cùng với tiểu đội mũi nhọn vượt qua cửa mở, dẫn đầu Đại đội 366 xông lên đồn. Khi quân Pháp bắt đầu bắn cản thì một trung đội xung kích đã lọt vào cứ điểm, chia thành hai mũi đánh tỏa ra hai bên.
Tiểu đội trưởng Trần Can cùng với tiểu đội lao thẳng tới Sở Chỉ huy đại đội của Pháp trên đỉnh đồi. Quân Pháp dựa vào lô cốt chống trả quyết liệt. Tiểu đội bí mật áp sát, giật một khối bộc phá 10 kilôgam tiêu diệt lô cốt cùng với viên quan ba chỉ huy. Lá cờ Quyết chiến Quyết thắng tung bay trên cứ điểm số 3. Chỉ sau một giờ chiến đấu, Tiểu đoàn 130 đã hoàn thành nhiệm vụ tiêu diệt gọn Đại đội Lê dương số 11.

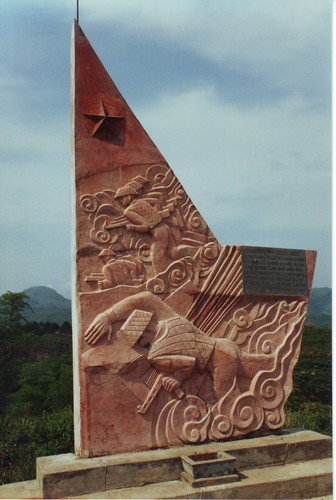
Đài kỉ niệm chiến thắng Him Lam, mô phỏng lại hành động dũng cảm của Phan Đình Giót.

Đại đội chủ công của Tiểu đoàn 428 tiến đánh cứ điểm số 2, vừa mở xong hàng rào cuối cùng thì vấp phải một luồng đạn từ lô cốt tiền duyên không ngừng tuôn ra cửa mở. Đại đội dùng hỏa lực bắn thẳng của bản thân đơn vị kiềm chế hỏa lực địch, mở đường cho xung kích. Nhưng mãi vẫn không dập tắt được hỏa điểm. Tiểu đội trưởng Phan Đình Giót mau lẹ trườn lên dưới làn đạn, dùng tiểu liên bắn và ném lựu đạn về phía lô cốt. Khi anh tới gần lô cốt thì đạn và lựu đạn đã hết. Anh lao mình vào lỗ châu mai làm ngừng tiếng súng trong giây lát, tạo thời cơ cho bộ đội xung phong và cổ vũ toàn thể đồng đội. Anh trở thành một tấm gương hy sinh tiêu biểu cho Quân đội Nhân dân Việt Nam trong chiến thắng lịch sử tại Điện Biên Phủ. Các chiến sĩ xung kích dùng lựu đạn, lưỡi lê đánh giáp lá cà tiêu diệt quân Pháp trong cứ điểm. 22 giờ 30, Tiểu đoàn 428 đánh chiếm xong toàn bộ cứ điểm số 2.
Tại cứ điểm số 1, Tiểu đoàn 11 phải vượt qua nhiều hàng rào đạn đại bác Pháp, lực lượng bị tiêu hao, vào chiếm lĩnh trận địa xuất phát xung phong chậm. Lúc này pháo Pháp ở Mường Thanh đã hoàn hồn, bắt đầu đổ đạn bắn chặn mong làm ngừng cuộc tiến công vào cứ điểm. Hỏa lực trong đồn tuôn về phía bộ đội Việt Nam đang mở cửa đột phá. Trung đội Bộc phá của Đại đội 243 mở được bảy hàng rào thì gặp hai hỏa điểm bắn chéo cánh sẻ, các chiến sĩ lên người nào thương vong người đó. Tiểu đoàn trưởng quyết định sử dụng trung đội bộc phá dự bị và điều một súng DKZ lên yểm hộ bắn sập lô cốt tiền duyên. Nhưng hỏa lực trong cứ điểm không biết từ chỗ nào vẫn tiếp tục tuôn ra chặn đứng các chiến sĩ xung kích trước hàng rào cuối cùng. Cuộc chiến trước cửa mở diễn ra quyết liệt suốt 4 giờ liền.
Quân Pháp trong đồn dồn sức đối phó hy vọng cầm cự kéo dài tới khi có lực lượng phản kích từ Mường Thanh tới cứu nguy. Tư lệnh Đại đoàn ra lệnh cho các đơn vị đã chiếm được các cứ điểm số 2 và 3, đánh sang phối hợp với Tiểu đoàn 11 tiêu diệt cứ điểm số 1. Cả hai đơn vị đều không tìm ra đường giữa bãi mìn và dây thép gai dày đặc trong khi đó quân Pháp không ngừng xả súng.
Chỉ trong đêm 13 tháng 3, Piroth đã giội 6.000 viên đại bác 105mm (gấp 4 lần lượng đạn mà Việt Nam sử dụng) xuống xung quanh Him Lam.
Thấy trận đánh có chiều hướng kéo dài, Đại tướng Giáp gọi điện cho tướng Lê Trọng Tấn cố gắng kết thúc trận đánh trước khi trời sáng. Những trận công kiên kéo dài thường đưa bên tiến công vào thế bất lợi. Lê Trọng Tấn cho biết Tiểu đoàn 11 vẫn báo cáo quyết tâm hoàn thành nhiệm vụ, nhưng Trung đoàn 141 đã ra lệnh cho tiểu đoàn dự bị vào trận.
Giữa lúc đó, tại cửa mở của Tiểu đoàn 11, Đại đội phó Hiệu bò lên quan sát, phát hiện hai hỏa điểm ngầm trong cứ điểm. Anh quay xuống dẫn lên bốn tổ đại liên đồng loạt tuôn đạn về phía hỏa điểm địch tạo điều kiện cho các chiến sĩ bộc phá mở nốt hàng rào cuối cùng. Tiểu đội trưởng Trần Oanh (tên thật là Nguyễn Hữu Oanh) dẫn đầu mũi nhọn lao lên nhưng bị chặn lại trước ba chiếc lô cốt. Trần Oanh phân công năm chiến sĩ đánh các lô cốt nhỏ, riêng anh phụ trách chiếc lô cốt lớn. Oanh bí mật bò tới gần lỗ châu mai, ném vào trong một trái thủ pháo. Lô cốt mẹ bị tiêu diệt. Oanh phất cờ Quyết chiến Quyết thắng vẫy toàn đơn vị đánh vào trung tâm, quân Pháp dồn sức kháng cự quyết liệt, bộ đội chia thành từng toán nhỏ tiêu diệt từng bộ phận tàn dư địch. Một số quân Pháp sống sót ở Him Lam bỏ đồn, chạy vào rừng tìm đường về Mường Thanh.
- 23 giờ 30 đêm ngày 13 tháng 3, Lê Trọng Tấn báo cáo Bộ Chỉ huy chiến dịch: Đại đoàn 312 đã hoàn thành nhiệm vụ tiêu diệt trung tâm đề kháng Him Lam, diệt 300 lính, bắt 200, thu toàn bộ vũ khí, trang bị.

Lê Trọng Tấn đề nghị nên có "một cử chỉ nhân đạo", cho phép quân Pháp ở Mường Thanh được ra lấy xác và thương binh. Những thương binh này sẽ tác động mạnh tới tinh thần binh lính Pháp sau trận đánh.
Viên Hạ sĩ Kubiak cùng với những lính Pháp bỏ chạy khỏi cứ điểm số 1 đã ẩn nấp suốt đêm trong rừng đợi trời sáng mới tìm đường về Mường Thanh do sợ khi xuất hiện vào ban đêm trước hàng rào chắn thì sẽ bị bắn hạ trước khi đồng đội nhận ra. Tới đường 41, họ rơi ngay vào giữa đám lính dù của Binh đoàn Không vận số 2 đang chuẩn bị đi phản kích. Họ được giúi vào tay mỗi người một khẩu súng, một bao đạn và một túi lựu đạn để quay lại Him Lam.
- 7 giờ 30 ngày 14 tháng 3 năm 1954, lực lượng phản kích có chiến xa yểm trợ vừa tiến được một đoạn ngắn trên đường 41 thì bị đẩy lui vì hỏa lực dữ dội của trung liên và đại liên. Rõ ràng phía trước có cả một trận địa đang chờ. Trong khi quân Pháp tập hợp lại để chuẩn bị một cuộc tiến công thì một sĩ quan lê dương cuốn băng đầy người, từ phía đối phương tập tễnh đi về phía chúng. Đó là Trung úy Turpin của Đại đội 11, cầm trong tay lá thư của Bộ Chỉ huy Đại đoàn 312 cho phép quân Pháp ra thu lượm xác chết và binh lính bị thương tại Him Lam từ 8 giờ đến 12 giờ trưa. Đờ Cát báo cáo với Hà Nội. Cônhi điện hỏi ý kiến của Tổng hành dinh ở Sài Gòn, rồi trả lời chấp thuận.
- 9 giờ, một chiếc xe jeep cắm cờ trắng có dấu chữ thập đỏ cùng với một xe vận tải và một xe cứu thương từ Mường Thanh chạy ra Him Lam. Viên Đại úy Bác sĩ Le Damany xuống xe. Cùng đi với viên đại úy có hai cha tuyên úy và 12 lính lê dương, trong đó có viên Hạ sĩ Kubiak. Pháo đài thép Him Lam chỉ còn là một đống đổ nát, lô cốt, ụ súng, đường hào đều bị phá vỡ, sặc mùi thuốc súng. 589 người của Tiểu đoàn 3 Bán Lữ đoàn Lê dương 13 chỉ còn là hàng trăm xác chết nằm la liệt khắp nơi. Họ thu lượm được 14 thương binh.

Cuộc phản kích giành lại Him Lam sau đó không diễn ra còn có một lý do khác. Đờ Cát cho rằng không nên dùng lực lượng phản kích ít ỏi để giành lại một vị trí đã mất, mà phải dùng nó để bảo vệ những vị trí còn đang nằm trong tay quân Pháp có thể mất tiếp trong đêm nay. Đó chính là Gabriel (đồi Độc Lập). Cônhi cũng đồng ý.
6 chiếc máy bay ném bom - khu trục Bearcat bị trúng đạn pháo nằm bất động trên sân bay từ chiều hôm trước. l4 giờ ngày 14 tháng 3, bất thần có ba chiếc Bearcat nối đuôi nhau rời khỏi đường băng. Nhìn lại trên sân vẫn còn đủ sáu chiếc. Thợ máy Pháp đã cố tìm mọi cách làm cho những chiếc đang nằm sửa chữa trong xưởng có thể cất cánh. Để xổng mất ba chiếc máy bay, pháo binh Việt Nam một lần nữa trút đạn vào những chiếc còn nằm trên sân bay. Thêm một chiếc máy bay Morane cuối cùng bốc cháy. Lực lượng không quân tại chỗ của Điện Biên Phủ đã hoàn toàn bị tiêu diệt.

## Kết quả
Với quân Pháp, thất bại ở Him Lam báo trước một sự thất bại lớn hơn đang đến. Toàn bộ tiểu đoàn Pháp trấn giữ Him Lam gồm 589 lính hầu như bị xóa sổ chỉ sau 3 giờ đồng hồ. Thêm vào đó, Chỉ huy Pháo binh Pháp là Piroth kinh ngạc nhận thấy pháo binh Pháp hoàn toàn không có khả năng dập tắt pháo binh Việt Nam như ông ta từng tuyên bố một cách chắc chắn. Kết quả này cùng với thất bại kế tiếp ở đồi Độc Lập khiến Piroth suy sụp, hổ thẹn. Ông ta nhận thấy Điện Biên Phủ sẽ thất thủ, và sau đó đã tự sát.
Với Quân đội Nhân dân Việt Nam, trận đánh mở màn đã thành công ngoài sự mong đợi của bộ chỉ huy. Nếu một trung tâm đề kháng mạnh như Him Lam còn không đứng vững chỉ sau 3 giờ trước cuộc tiến công với lực lượng cỡ 1 trung đoàn, thì tập đoàn cứ điểm Điện Biên Phủ quyết không phải là một pháo đài không thể công phá.